# Handexemplar

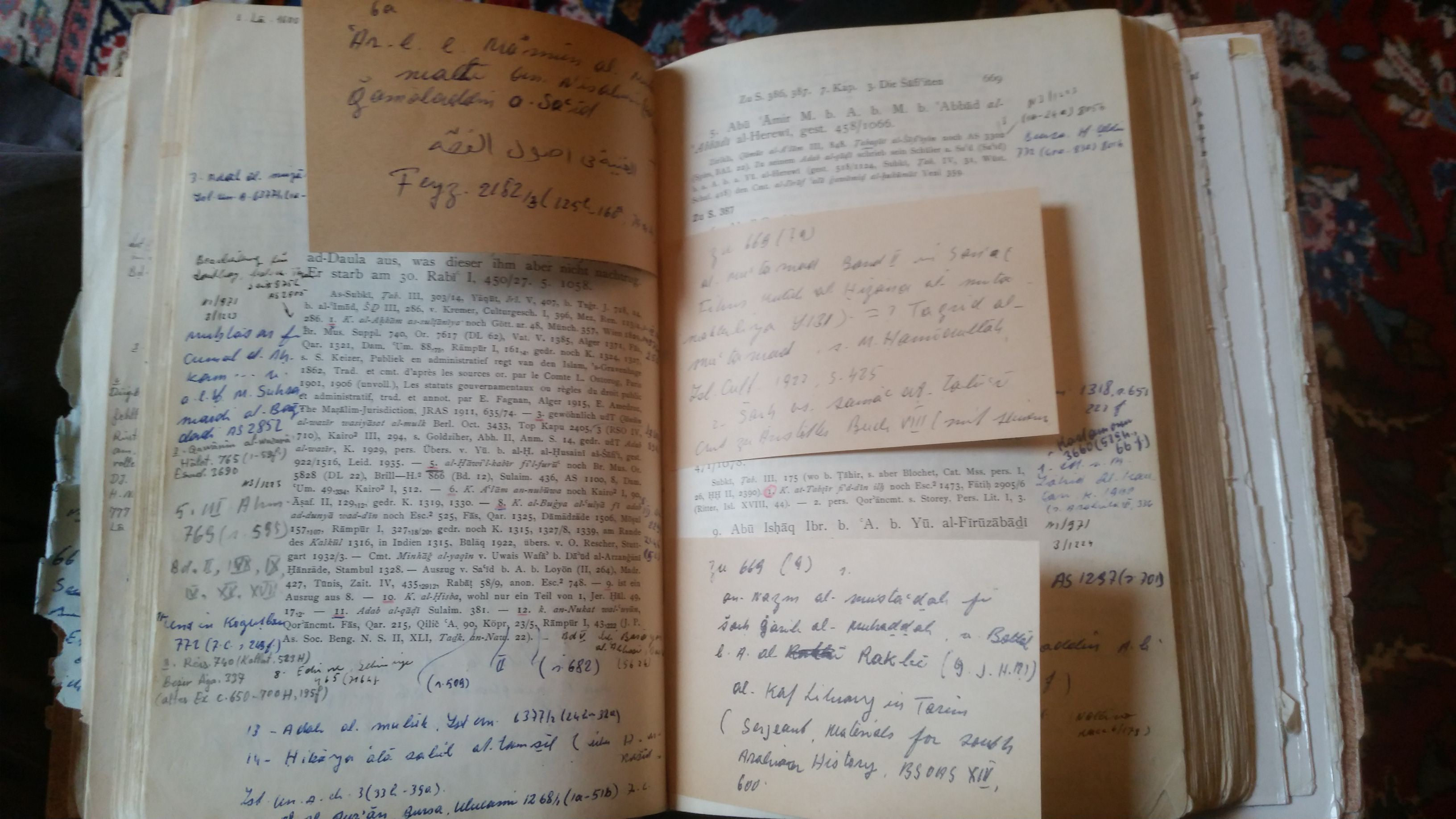
Handexemplar des Orientalisten Fuat Sezgin von Carl Brockelmanns Geschichte der arabischen Litteratur, Erstes Supplement (1937)

Das Handexemplar bezeichnet in der Bibliothekswissenschaft ein zum persönlichen Gebrauch bzw. zum Handgebrauch eines Autors zur Verfügung stehendes Exemplar, zum Beispiel Bücher oder Musiknoten, von eigenen Publikationen oder von anderen.
Handexemplare gelten oft dank ihrer handschriftlichen Anmerkungen als Quellen neuer Erkenntnisse über die Schaffensprozesse von Autoren. So dient Immanuel Kants Handexemplar der Kritik der praktischen Vernunft von 1788 „als Textgrundlage für die Neuedition dieses Werkes innerhalb der Ausgabe Kant’s gesammelte Schriften“.